# Qu’importe si les bêtes meurent
Qu’importe si les bêtes meurent ist ein französisch-marokkanischer Kurzfilm von Sofia Alaoui aus dem Jahr 2020.

## Handlung
Es ist Winter im marokkanischen Atlasgebirge und das Getreide für die Schafe wird knapp. Abdellah hat diesen Winter noch Unterstützung von seinem Vater, doch wird der die kleine Hütte verlassen, sodass Abdellah die Schafherde zukünftig allein versorgen muss. Der Vater wünscht  sich, dass der Sohn eine fähige Frau heiratet, die sich mit ihm um die Schafe kümmern kann. Abdellahs Einwand, dass er allein gut zurecht komme und auch seinen Bruder Said habe, lässt der Vater nicht gelten, da Said die Koranschule besuche und sich nicht um die Schafe kümmern kann.
Im Smartphone schaut sich Abdellah Fotos von Motorrädern an, vor Ort setzt er sich auf seinen Esel und reitet zum Dorf, um Getreide zu kaufen. Der Vater spricht zum Abschied ein Gebet für ihn. Der Weg zum Dorf durch das steinige Gebirge ist beschwerlich. Unterwegs hält Abdellah beim Bekannten Mohammed, doch ist dessen Hütte verlassen. Auch im Dorf begegnet er niemandem außer dem Dorfverrückten. Er berichtet, dass alle Dorfbewohner die Gegend im Morgengrauen verlassen haben und daher auch kein Markt stattfinde. Auf Abdellahs verzweifelten Hinweis, dass er Getreide für die Schafe brauche, entgegnet der Verrückte, dass es egal sei, ob die Schafe sterben.
Abdellah nimmt sich Getreide aus einem Laden. Im Fernsehen sieht er Bilder, in denen Prediger Gott anrufen. Er erfährt, dass die Menschen schutzsuchend in einer großen Moschee zusammengekommen sind, da Außerirdische auf der Erde gelandet sind. Abdellah will sofort seinen Vater holen und mit ihm zur Moschee fahren, doch sagt der Verrückte, dass die Neuen nicht gefährlich seien, sondern nur zeigen wollten, dass sie da sind. In einem Gebäude trifft Abdellah kurz darauf auf die junge Itto, die mit ihrem Kind aus dem Dorf fliehen will. Für sie sind die Außerirdischen eine Rettung. Sie bietet Abdellah an, mit ihr zu fliehen, doch kehrt der mit dem Getreide zu seinem Vater zurück. Er berichtet ihm von den Außerirdischen und erhält eine Ohrfeige für seine heidnischen Worte. Plötzlich leuchtet der Himmel grün, die Schafe werden unruhig und brechen aus. Nach einer Weile ist alles still. Vater und Sohn schauen in den sternenerleuchteten Himmel und schweigen.

## Produktion
Qu’importe si les bêtes meurent war nach Les enfants de Naplouse und Kenza des Choux der dritte Kurzfilm, bei dem Sofia Alaoui Regie führte. Der Film wurde in Marokko gedreht, wobei Alaoui mit Laiendarstellern drehte. Sie gab den Darstellern dabei vor dem Dreh Anweisungen für die nächste Szene. Keiner der Darsteller kannte vor dem Drehbeginn das Drehbuch und die vollständige Handlung.
Qu’importe si les bêtes meurent wurde am 26. Januar 2020 auf dem Sundance Film Festival erstaufgeführt. In Frankreich lief der Film erstmals auf dem Festival du Court-Métrage de Clermont-Ferrand, das von Ende Januar bis Anfang Februar 2020 stattfand.

## Auszeichnungen
Qu’importe si les bêtes meurent gewann 2020 auf dem Sundance Film Festival den Grand Jury Prize im Bereich Kurzfilm. Auf dem Internationalen Filmfestival von Stockholm war der Film 2020 für ein Bronzenes Pferd als bester Kurzfilm nominiert und erhielt auf dem Palm Springs International ShortFest 2020 eine Nominierung in der Kategorie Bester internationaler Kurzfilm.
Der Film wurde 2021 mit dem César in der Kategorie Bester Kurzfilm ausgezeichnet. Das Centre cinématographique marocain wählte den Kurzfilm als marokkanischen Beitrag für die Kategorie Bester Kurzfilm der Oscarverleihung 2021 aus.